# Sceloporus acanthinus
Sceloporus acanthinus (колюча ігуана Бокура) — вид ігуаноподібних ящірок родини фриносомових (Phrynosomatidae). Мешкає в Мексиці і Гватемалі.

## Поширення і екологія
Колючі ігуани Бокура мешкають на тихоокеанських схилах гір Сьєрра-Мадре-де-Чіапас в мексиканському штаті Чіапас та в Гватемалі, можливо, також в Сальвадорі. Вони живуть у вологих тропічних лісах в передгір'ях, трапляються на полях і плантаціях, в садах та поблизу людських поселень. Зустрічаються на висоті від 400 до 1500 м над рівнем моря.